# 清水優哉
清水優哉（2000年12月18日—），隸屬JOBBY KIDS事務所的日本童星。

## 出演

### 電視劇
- 愛迪生之母（2008年、TBS）- 飾 花房賢人
- 炎神戰隊轟音者 第24話（2008年8月3日、朝日電視台）- 飾 神秘少年（森之精靈）
- 名人與貧乏太郎（2008年10月14日-、富士電視台）- 飾 佐藤一郎
- 音樂孩子王第3話（2009年2月6日、朝日電視台）- 飾 小孩2
- 客服中心戀人 第4話（2009年7月31日、朝日電視台）- 飾 八田洋
- 水戸黄門第40部 第3話(2009年8月10日、TBS）- 飾 菅谷芳太郎
- Code Blue救護直升機醫生season 2（2010年、富士電視台）- 飾 古川翔太
- 抓住明日的光（2010年、東海電視台）- 飾 沢口翔
- school!!（2011年1月16日、富士電視台）- 飾 清水俊哉
- 熱中時代（2011年4月9日、日本電視台）- 飾 工藤豪
- 惡夢小姐（2012年10月13日、日本電視台）- 飾 榎本步夢

### 電影
- 功夫小子（2007年）
- 惡夢小姐 The 夢ovie（2014年）飾 榎本步夢

### 廣告
- Sunshine國際水族館

## 外部連結
- JOBBY KIDS > 清水優哉[]